# Willie Morris
Willie Morris (Jackson, 29 novembre 1934 – New York, 2 agosto 1999) è stato un giornalista e sceneggiatore statunitense.

## Biografia
Nato a Jackson, si trasferisce dopo sei mesi di vita a Yazoo City nello Stato del Mississippi. Nasce da Henry Rae Morris e da Marion Harper (Weaks) Morris. Nel 1946 diventa scrittore presso l'edizione sportiva del quotidiano Yazoo Herald.
Dopo essersi laureato e aver studiato all'Università di Oxford e all'Università del Texas a Austin nel 1956 scrive il suo primo articolo per un giornale nazionale. Nel 1960 diventa il direttore del settimanale The Texas Observer fino al 1962.
Nel 1963 è diventato editore associato della rivista Harper's Magazine e redattore capo nel 1967, dove ha collaborato con William Styron, Robert Penn Warren, Ralph Ellison, Arthur Miller e James Dickey. Si dimette nel 1971 a causa di una disputa con il proprietario.
Il suo primo libro, North Toward Home, viene pubblicato nel 1967 e vince il Houghton Mifflin Literary Fellowship Award e un anno dopo il Carr P. Collins Award.
Ha scritto altri libri tra cui nel 1983 "The Courting of Marcus Dupree", ripubblicato nel 1992 per la University Press of Mississippi e recensito dal The New York Times Book Review, un supplemento del The New York Times e anche sul The Sunday Times. Grazie a questo libro ha anche vinto il Christopher Award. Nel 1996 riceve la Richard Wright Medal. Ha scritto la sceneggiatura del film Il mio cane Skip, prodotto nel 2000. Ha ricevuto varie recensioni da vari quotidiani e riviste di settore.
Muore il 2 agosto 1999 a New York per insufficienza cardiaca all'età di 64 anni. A lui è dedicato il The Willie Morris Award.

## Opere
Edizione originale
- North Toward Home, Houghton Mifflin, Boston, 1967. (ripubblicato nel 2000 da Vintage House)
- Yazoo: Integration In A Deep-Southern Town, Harper & Row, New York,  1971. (2ª edizione nel 2012 da University of Arkansas Press)
- Good Old Boy: A Delta Boyhood, Harper & Row, New York, 1971. (ripubblicato nel 2000 da Yoknapatawpha Press)
- The Last of the Southern Girls, Harper & Row, New York, 1973. (ripubblicato nel 1994 da Louisiana State University Press)
- James Jones: A Friendship, Doubleday, Garden City, 1978. (ripubblicato nel 1999 da University of Illinois Press)
- Terrains of the Heart and Other Essays on Home, Yoknapatawpha Press, Oxford, 1981.
- The Courting of Marcus Dupree, Doubleday, Garden City, 1983. (ripubblicato nel 1992 da University Press of Mississippi)
- Always Stand in Against the Curve and Other Sports Stories, Yoknapatawpha Press, Oxford, 1983
- Homecomings, University Press of Mississippi, Yoknapatawpha Press, 1989
- Good Old Boy and the Witch of Yazoo, Yoknapatawpha Press, Oxford, 1989
- Faulkner's Mississippi, Oxmoor House, Birmingham, 1990
- New York Days, Little, Brown and Company, Boston, 1993
- My Dog Skip, Random House, New York, 1994
- A Prayer for the Opening of the Little League Season, 1995
- The Ghosts of Medgar Evers: A Tale of Race, Murder, Mississippi, and Hollywood, Random House, New York, 1998
- My Cat Spit McGee, Vintage House, New York 2000.
- Taps: A Novel, 2001

Edizione straniera
- (IT)  I miei anni con Skip. Le imprese di uno straordinario fox terrier e del suo giovane padrone, GEO Edizioni, 1998.
- (DE)  Mein Hund Skip, Fischer Taschenbuch-Verlag, 2003.
- (DE)  Meine Katze Spit McGee, traduzione di Susanne Goga-Klinkenberg, Fischer-Taschenbuch-Verlag, 2003
- "Il mio cane Skip", Elliot Edizioni, 2013